# 波兰刑警

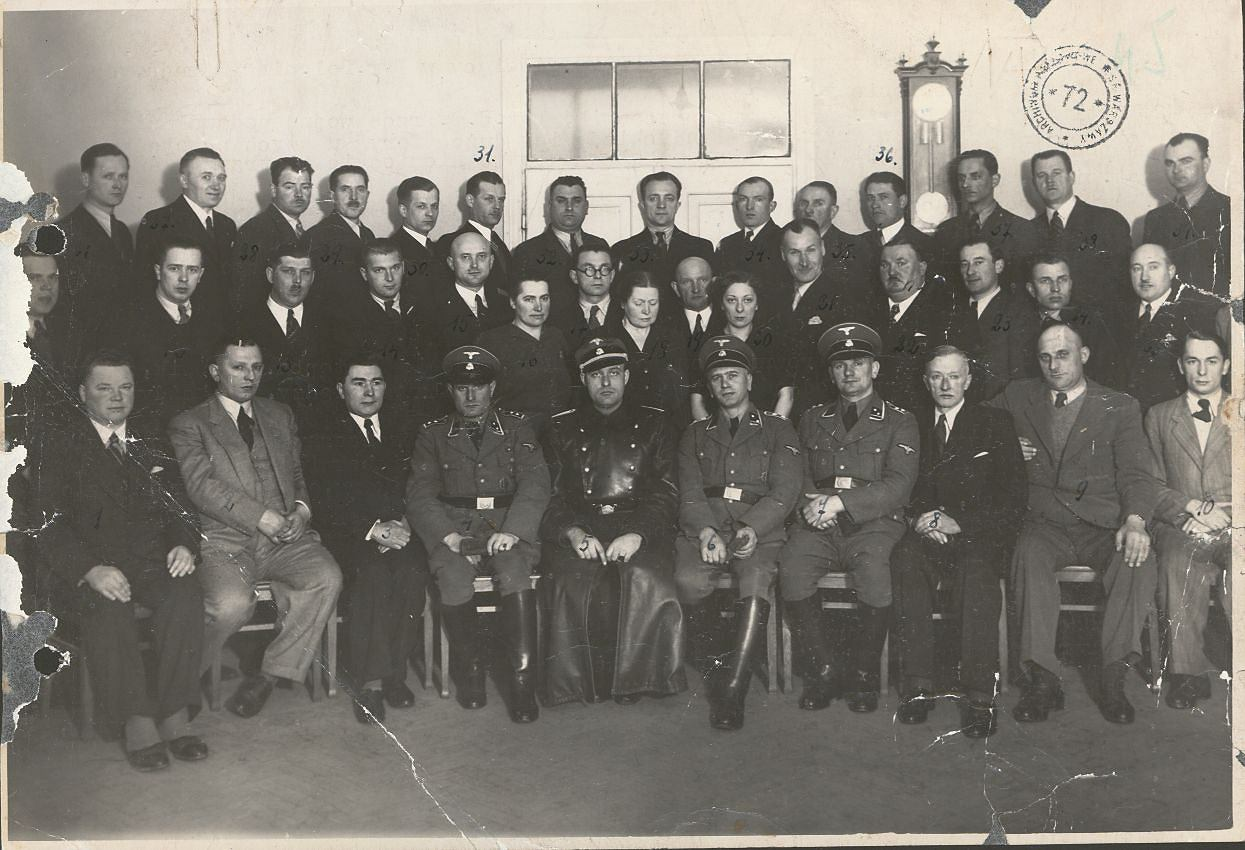
波兰刑警

波兰刑警（Polska Policja Kryminalna）是一支武装便衣秘密辅警力量，在1940-45年间活跃于德占波兰的波蘭總督府統治區域内。1940年，德方将海军蓝警察中的调查部门分割出来，改编为波兰刑警。据估计，波兰刑警单位中共有1790至2800名波兰裔人员。波兰刑警人员在位于拉布卡-茲德魯伊的秘密警察学校（隶属于安全警察 ）和党卫队全国领袖安全服务處（隶属于党卫队保安局）受训。